# آفة (طب)
الآفة هي أي ضرر غير طبيعي أو أي تغيير في نسيج الكائن الحي، وعادة ما يسببها المرض أو الرضة. وقد تحدث الآفات في النباتات وكذلك في الحيوانات.

## أنواع الآفات
ليس هناك تصنيف معين أو تسمية للآفات. لأن تعريف الآفة واسع جدًا، كما أن أنواع الآفات تقريبًا لا نهاية لها. وعلى الرغم من أنها في معظم الأحيان توجد في الفم، على الجلد، وفي الدماغ، أو في أي مكان حيث يمكن أن يحدث ورم، والآفات يمكنها أن تحدث في أي مكان يتضمن وجود أنسجة رخوة أو مادة عظمية عمومًا، ويمكن تصنيف الآفات بالاعتماد على أنماطها، وأحجامها، ومواقعها، أو أسبابها. وقد يتم أحيانا تسمية الآفات باسم الشخص الذي اكتشفها. بعض الآفات لها أسماء متخصصة، مثل آفات غون في رئتي ضحايا مرض السل (الدرن)، نسبة لمكتشفها. وتسمى الآفات الجلدية المميزة لفيروس جدري الماء النطاقي بجدري الماء. فيما تُسمي آفات الأسنان عادة بتسوس الأسنان.

## الموقع
غالبا ما تصنف الآفات عن طريق أنواع الأنسجة التي تصيبها الآفة أو مواقعها، فعلى سبيل المثال، يتم تسمية «الآفة الجلدية» أو «آفة الدماغ» باسم النسيج الذي تم العثور على الآفة فيه. وإذا كان هناك أهمية إضافية لتصنيف المنطقة المصابة داخل الأنسجة (كما هو الحال في الإصابات العصبية حيث أن اختلاف مواقع الإصابة يقابله أختلاف في نوع العجز العصبي) فيتم حينئذ تصنيف الآفة بحسب الموقع أيضا. على سبيل المثال، تسمى الآفة في الجهاز العصبي المركزي آفة مركزية، وتسمى الآفة في الجهاز العصبي الطرفي آفة طرفية، وكذلك فإن آفة عضلة القلب تنتج من الأضرار التي تلحق بعضلة القلب، والآفة التاجية هي نوع فرعي لآفات الفلب تصف آفة في الشرايين التاجية. ثم يتم تصنيف الآفات التاجية أيضا بحسب المكان المتأثر بها في القلب، وبحسب قطر الشريان المصاب.

## السبب والسلوك
إذا كان سبب الآفة ورم فإنه يمكن تصنيفها بأنها خبيثة أو حميدة بعد تحليلها. وتسمى الآفة الحميدة التي تتطور إلى آفة خبيثة «ما قبل الخبيثة». وتصنف الآفات السرطانية أحيانا اعتمادا على طريق حركتها للنمو، مثل تصنيف لودويك، الذي يميز فئات الآفات العظمية. وهناك نوع آخر من الآفات هي الآفات السامة، والتي يمكن أن تكون ناجمة عن الأحماض الأمينية المثيرة مثل حمض الكاينيك الذي يقتل الخلايا العصبية من خلال الإفراط في تحفيزها.

## الحجم والشكل
قد يتم تحديد حجم الآفة إجماليا أو نسيجيا اعتمادا على ما إذا كانت مرئية للعين المجردة أم تتطلب المجهر. وهناك آفة تسمي ب«الآفات الشاغلة للحيز»، وهي كما يوحي اسمها لها حجم يمكن التعرف عليه ويمكن أن تؤثر على الهياكل القريبة، في حين أن الآفة غير الشاغلة للحيز هي مجرد ثقب في الأنسجة، على سبيل المثال منطقة صغيرة من الدماغ خدث بها تلف وتحولت إلى سائل نتيجة حدوث سكتة دماغية.
قد يتم تصنيف الآفات أيضا بالشكل الذي تشكله، كما هو الحال في آفة القرحة، والتي يمكن أن يكون لها مظهر مرمي تصويب. وهناك «آفة العملة» يمكن التعرف عليها من خلال الأشعة السينية وتظهر في شكل عملة على صدر المريض.

## الآفات البارزة
- داحس هربسي
- عقدة أوسلر
- غرنة كابوزي
- بقع روث
- آفات جانواي